# Methow
Methow – jednostka osadnicza w Stanach Zjednoczonych, w stanie Waszyngton, w hrabstwie Okanogan.